# 98. letalska baza (Vojska Srbije)
98. letalska baza  je letalska baza, ki deluje v okviru Vojnega letalstva in zračne obrambe Oboroženih sil Srbije.

## Zgodovina
Baza je bila ustanovljena leta 2000.

## Sestava
- Poveljstvo
- 241. lovsko-bombniška letalska eskadrilja
- 714. protioklepna helikopterska eskadrilja
- 119. mešana helikopetrska eskadrilja
- 2. izvidniška letalska skupina
- 24. vojnoletalski tehniški bataljon
- 161. bataljon za varovanje letališča
- 98. bataljon za varovanje letališča
- 98. zračnoobrambni artilerijski bataljon